# Публий Семпроний Блез
Вижте пояснителната страница за други личности с името Публий Семпроний.
Публий Семпроний Блез (на латински: Publius Sempronius Blaesus) е политик на Римската република през началото на 2 век пр.н.е. Произлиза от плебейската фамилия Семпронии, клон Блез.
През 191 пр.н.е. той е народен трибун. Консули тази година са Публий Корнелий Сципион Назика и Маний Ацилий Глабрион. Той е против празнуването на триумф на Публий Корнелий Сципион Назика, но след дълги дебати оттегля опозицията си.
Публий Семпроний Блез е роднина на Гай Семпроний Блез, консул 253 пр.н.е., Тиберий Семпроний Блез, квестор 217 пр.н.е. Гай Семпроний Блез (народен трибун) 211 пр.н.е., Гай Семпроний Блез (претор) на Сицилия 184 пр.н.е.